# 3G
3G је трећа генерација бежичне мобилне телекомуникационе технологије. Представља надоградњу мрежа 2,5G и 2,5G GPRS и омогућава бржи пренос података. Заснива се на скупу стандарда који се користе за мобилне уређаје и услуге коришћења мобилних телекомуникација. Поред тога, ова технологија се заснива на мрежама који су у складу са спецификацијама Међународне мобилне телекомуникације-2000 (IMT-2000) Међународне телекомуникационе уније. Технологија 3G се примењује у бежичној говорној телефонији, приступу интернету путем мобилног уређаја, фиксном бежичном приступу интернету, видео-позивима и мобилној телевизији.
3G телекомуникационе мреже подржавају услуге које пружају брзину преноса информација од најмање 144 kbit/s. Каснија издања 3G мреже, названа 3,5G и 3,75G, такође омогућавају приступ мобилној вези широког опсега од неколико mbit/s паметним телефонима и мобилним модемима. Ово обезбеђује широку примену 3G технологије.
Нова генерација целуларних стандарда појавила се отприлике сваке десете године откад су уведени 1G системи 1979. и почетком до средине 1980-их. Сваку генерацију карактеришу нови фреквенцијски опсези, веће брзине преноса података и технологија преноса која није компатибилна са претходном. Прве комерцијалне 3G мреже представљене су 2001. године.